# Max Wright
George Edward Maxwell "Max" Wright, född 2 augusti 1943 i Detroit, Michigan, död 26 juni 2019 i Hermosa Beach, Kalifornien, var en amerikansk skådespelare inom teater, TV och film. Wright är främst känd för rollen som pappan "Willie Tanner" i TV-serien Alf.

## Privatliv
Wright var gift med Linda Ybarrondo 1965 tills hon avled i bröstcancer 2017. Paret hade två barn. Efter att hans fru avlidit hade han en relation med en tysk manlig sjuksköterska fram till  sin död. Wright blev två gånger anhållen misstänkt för rattfylleri 2000 och 2003.
År 1995 fick han diagnosen lymfom, vilken behandlades framgångsrikt och därefter förblev i remission fram till 2019. Wright avled den 26 juni 2019, vid 75 års ålder, av lymfon i sitt hem i Hermosa Beach, Kalifornien.

## Filmografi i urval
- 1979 – Showtime
- 1979 – Mordängeln
- 1980 – Simon
- 1981 – Reds
- 1982 – Dangerous Company (TV-film)
- 1983 – Blåst igen...
- 1985 – Mördande press
- 1985 – Tre nördar i Palm Springs
- 1986 – Soul Man
- 1986 – Touch and Go
- 1986 – Skål (TV-serie) (2 avsnitt)
- 1986–1990 – Alf (TV-serie)  (99 avsnitt)
- 1991 – Mord och inga visor (TV-serie)
- 1992 – Vita huset nästa? (TV-serie)
- 1993 – Murphy Brown (TV-serie)
- 1994 – Dödlig ambition
- 1994 – Pestens tid
- 1994 – The Shadow
- 1994–1995 – Vänner (TV-serie) (2 avsnitt)
- 1995 – Gamla gubbar – nu ännu grinigare
- 1996 – Morgondagens hjälte (TV-serie)
- 1998 – Galen i dig (TV-serie)
- 1999 – The Drew Carey Show (TV-serie)
- 1999–2001 – Norm show (TV-serie) (49 avsnitt)
- 1999 – En midsommarnattsdröm
- 1999 – Snö faller på cederträden
- 2005 – Back to Norm (TV-film)